# Pou de Ca la Quima
El Pou de Ca la Quima és una obra de Vacarisses (Vallès Occidental) protegida com a Bé Cultural d'Interès Local.

## Descripció
El pou de ca la Quima és al centre del poble molt a prop del castell i l'església parroquial, al peu del carrer Alfons Sala, que era la via principal de comunicació entre Terrassa i Manresa.
El pou consisteix en una petita construcció de planta quadrada amb coberta de teula a doble vessant. Les parets són revestides de rajola esmaltada. A la part posterior té una porta de ferro, en un lateral hi ha un volant de ferro de la bomba d'extracció d'aigua i al costat una pica.
Aquest pou es construí entre els anys 1932-34 per un grup de veïns en uns terrenys cedits per la marquesa de castellbell. En aquest moment es va organitzar el subministrament d'aigua potable del municipi i aquest pou va ser molt útil, sobretot en el període de sequera que hi hagué als anys 50.
El dia 1 d'agost de 1987, durant la festa major, es va inaugurar la nova decoració del pou. Aquest fou arranjat a petició dels familiars de les persones que van intervenir en la construcció. El ceramista Colomer i Ambrós va produir les rajoles que recobreixen el pou. En una de les cares del pou hi apareix una llista de les fonts retrobades a Vacasrisses. A un costat hi ha l'escut del poble i a l'altre la llegenda "El Pou".

## Història
El pou està situat a un dels primers ravals del poble de Vacarisses, originat al sector sud-oest del camí que travessava el poble i continuava cap a Castellbell i Manresa. Per això es coneixia com a carrer Manresa i el trobem documentat amb aquest nom l'any 1634.